# Mitchel Keulen
Mitchel Keulen (Heerlen 15 september 1998) is een Nederlands voetballer die als verdediger voor Thes Sport speelt.

## Carrière
Mitchel Keulen speelde in de jeugd van SV Nyswiller en Fortuna Sittard. Sinds 2018 speelt hij bij Roda JC Kerkrade, waar hij op 13 januari 2019 debuteerde in de met 3-1 gewonnen thuiswedstrijd tegen Go Ahead Eagles. Hij begon in de basis en scoorde in de 11e minuut de 1-0. Hierna bleef hij de rest van het seizoen vaste basisspeler. Door een blessure miste hij een groot deel van het seizoen 2019/20, waarna hij niet meer op een vaste basisplaats kon rekenen. In 2021 vertrok hij transfervrij naar MVV Maastricht, waar hij een contract tot medio 2022 tekende. Keulen speelde 30 competitiewedstrijden voor MVV en maakte twee doelpunten. op het einde van het seizoen ging hij naar Groene Ster en in 2023 ging Keulen naar het Belgische Thes Sport.    

### Statistieken
| Seizoen                     | Club             | Land           | Competitie     | Competitie | Competitie | Beker | Beker | Totaal | Totaal |
| Seizoen                     | Club             | Land           | Competitie     | Wed.       | Dlp.       | Wed.  | Dlp.  | Wed.   | Dlp.   |
| --------------------------- | ---------------- | -------------- | -------------- | ---------- | ---------- | ----- | ----- | ------ | ------ |
| 2018/19                     | Roda JC Kerkrade | Nederland      | Eerste divisie | 16         | 1          | 0     | 0     | 16     | 1      |
| 2019/20                     | Roda JC Kerkrade | Nederland      | Eerste divisie | 4          | 1          | 0     | 0     | 4      | 1      |
| 2020/21                     | Roda JC Kerkrade | Nederland      | Eerste divisie | 7          | 0          | 1     | 0     | 8      | 0      |
| 2021/22                     | MVV Maastricht   | Nederland      | Eerste divisie | 30         | 2          | 2     | 0     | 32     | 2      |
| Carrièretotaal              | Carrièretotaal   | Carrièretotaal | Carrièretotaal | 57         | 4          | 3     | 0     | 60     | 4      |
| Bijgewerkt op 21 april 2024 |                  |                |                |            |            |       |       |        |        |